# Regionalización
La regionalización es un concepto que alude a la distribución espacial de diferentes aspectos de la realidad, por lo que ocupa una posición central en la geografía, ese campo del conocimiento especializado, precisamente, en el estudio de esa distribución especial respecto a elementos tanto naturales como sociales. Sin embargo, los geógrafos no han sido los únicos creadores relevantes de regionalizaciones, pues, fuera incluso del ámbito académico, las autoridades político-administrativas han compartido con ellos el interés por regionalizar, por más que sus objetivos hayan sido diferentes.
Entendemos por regionalización el resultado regionalizar; es decir, el resultado de dividir una unidad espacial relevante geográfica y/o político-administrativamente en varias unidades espaciales con el mismo tipo de relevancia, las cuales pueden agruparse en una o varias categorías. Siete comentarios permiten precisar y comprender mejor esta definición.
En primer lugar, empleamos el término unidad espacial para referirnos a cualquiera de las extensiones involucradas en una regionalización, desde la mayor, la que es objeto de la regionalización, hasta la que forma parte de la categoría de menor jerarquía, pues la unidad espacial que se regionaliza, la de mayor tamaño y jerarquía, también suele formar parte, como lo hacen las unidades espaciales resultantes de su división, de una categoría de unidades espaciales que la incluye (continente, sistema montañoso, país, parte de país, etcétera). 
En segundo lugar, pese a lo señalado en el punto anterior, en toda regionalización conviene distinguir entre la unidad espacial que se regionaliza (el punto de partida de la regionalización), que puede calificarse genéricamente de aglutinadora, como lo hace Benedetti, o regionalizada, por más que en las regionalizaciones concretas se aluda a ella por su nombre específico (como continente americano, Sierra Madre Occidental, República Mexicana o Estado de Morelos), y las diversas unidades espaciales que resultan de su división, las cuales podrían llamarse genéricamente regiones o, cuando estas tienen componentes políticos, territorios. Por ejemplo, la República Mexicana, en tanto que unidad espacial aglutinadora, se puede dividir en regiones fisiográficas, pero también en territorios estatales.
En tercer lugar, la relevancia de las unidades espaciales contenidas en una regionalización, que sirve para distinguir la regionalización de otras divisiones territoriales irrelevantes o poco relevantes científica y/o político-administrativamente, como la división de una propiedad rural u otras divisiones que solo importan en principio a los particulares involucradas en ellas, vendría dada por la presencia simultánea de dos factores: el empleo de criterios geográficos y/o político-administrativos para llevar a cabo la regionalización y que las regiones resultantes involucren extensiones de cierta importancia geográfica, cuando no también una o varias colectividades humanas; es decir, grupos sociales susceptibles de tener comunidades políticas.
En cuarto lugar, toda regionalización implica la exposición de diferencias y similitudes. Las diferencias son necesarias para distinguir las unidades espaciales entre sí, pero también deben exhibirse las semejanzas al interior de cada unidad espacial para justificar la pertinencia de que se la considere como tal unidad.
En quinto lugar, la regionalización, por su dimensión espacial, exige la delimitación, el establecimiento de límites, de las unidades espaciales resultantes de tal división, por más que, como se verá más adelante, tales límites puedan ser de diferentes tipos. Por tanto, toda regionalización contiene, además de unidades espaciales, límites que indican el perímetro o contorno de tales unidades espaciales.
En sexto lugar, cuando la unidad espacial aglutinadora se divide en más de una categoría, las categorías resultantes quedan ordenadas jerárquicamente, recibiendo cada una de ellas una denominación diferenciada para evitar confusiones. Genéricamente, a la categoría más abarcadora se le podría llamar región, y subregión a la que le sigue en jerarquía. Así lo hace la Organización de las Naciones Unidas al dividir el mundo en regiones o continentes, que subdividen en subregiones. En el caso del continente americano, las subregiones son América del Norte, y América Latina y el Caribe. No obstante, es frecuente que regiones y subregiones se denominen con palabras que expresan sus naturalezas. Dos ejemplos: las regiones hidrológicas se dividen en cuencas del mismo tipo y estas a su vez en subcuencas, en tanto que la República Mexicana se divide en entidades federativas (estados y Ciudad de México) que se dividen a su vez en municipios o alcaldías.
En séptimo lugar, cuando una regionalización contiene varias categorías y una de ellas recibe el nombre de región, es útil utilizar el término unidad espacial para aludir conjunta o indistintamente a las unidades espaciales de todas las categorías. En este caso, para evitar confusiones, se distingue entre unidad espacial aglutinadora y unidades espaciales, sin mayores especificaciones, que se puede referir a cualquiera de las unidades espaciales que resultan de las divisiones sucesivas de la unidad espacial aglutinadora. En nuestra regionalización empleamos esta distinción terminológica.

## Clasificación[3]

### Primera clasificación
De acuerdo con los temas tratados, y en clara relación con la clásica división de la Geografía en física y humana, se pueden distinguir las regionalizaciones del medio físico (fisiográficas, climáticas, hidrológicas, etcétera) de las de contenido social como las que dividen a los países del mundo según la religión prevaleciente, la lengua oficial, el producto interno bruto por habitante o la tasa de mortalidad infantil. Sin embargo, es frecuente que las regionalizaciones conjuguen temas físicos y sociales, por lo que a los dos tipos anteriores de la clasificación se debe añadir el de las regionalizaciones combinadas o mixtas, como son, en el caso de la República Mexicana, las de Bassols, 2002, Bataillon, 1986, y García Martínez, 2008.

### Segunda clasificación
La segunda clasificación se basa en el número de variables, lo que permite distinguir las regionalizaciones unidimensionales de las multidimensionales. Las regionalizaciones unidimensionales no son frecuentes en las referidas tanto al medio físico (por ejemplo, las relativas a la temperatura) como a lo social (por ejemplo, las étnicas), pero, lógicamente, las regionalizaciones combinadas no siempre multidimensionales.

### Tercera clasificación
Una tercera clasificación se refiere a los límites, que constituyen un elemento crucial en toda regionalización. Con base en el grado de precisión de sus límites pueden distinguirse las regionalizaciones compactas o continuas de las imprecisas o discontinuas. En las primeras, las unidades espaciales son contiguas, colindan entre sí, están yuxtapuestas, sin sobreponerse ni tener extensiones intermedias. Esto implica que los límites son precisos y lineales (no difusos), y que son compartidos por dos unidades espaciales: dónde acaba una comienza otra. Las divisiones políticas y administrativas suelen constituir ejemplos nítidos de este tipo de regionalización. Por el contrario, en las regionalizaciones discontinuas o imprecisas, las unidades espaciales están separadas por áreas que no pertenecen a ninguna de ellas (como sucede con las extensiones continentales de Centroamérica o Suramérica respecto a las islas del Caribe), tienen límites imprecisos (como los que con frecuencia separaban las colonias del imperio español en América o los que en ocasiones separan las regiones establecidas por García Martínez) o se superponen (como en ocasiones sucede en las regionalizaciones basadas en la interacción de colectividades humanas).                                        

### Cuarta clasificación
Esta clasificación, que distingue dos tipos de regionalización muy dispares conceptual y metodológicamente, pero que aparecen conjugados en no pocas regionalizaciones. Si bien toda regionalización implica la detección de similitudes (al interior de cada región) y diferencias (entre unas regiones y otras), lo que implica el establecimiento de criterios (y límites) que distingan lo similar de lo distinto, las dimensiones empleadas para detectar tales similitudes y diferencias pueden agruparse en dos tipos claramente diferenciados, lo que da lugar a dos tipos de regiones dispares.
El primero puede delimitar sus regiones a partir de múltiples dimensiones que permiten detectar extensiones homogéneas diferenciadas entre sí; en el segundo, la única dimensión que determina la extensión de las regiones —la interacción de colectividades humanas— no establece espacios homogéneos, sino espacios delimitados en virtud de asentamientos humanos interrelacionados.
Por un lado, están las regionalizaciones elaboradas a partir de dimensiones, variables o factores, que, al manifestarse de formas dispares, permiten establecer regiones homogéneas que se diferencian entre sí. La región es homogénea, pero el conjunto de ellas, la unidad espacial aglutinadora, es heterogéneo. La misma variable que permite establecer la homogeneidad de cada región sirve para distinguir las regiones entre sí. La dicotomía uniformidad-disparidad desempeña un papel central en la elaboración de este tipo de regionalización. A lo largo y ancho de cada una de las regiones en que se divide la unidad espacial aglutinadora, la variable empleada para regionalizar se manifiesta con características semejantes y específicas, que la distinguen de las otras regiones. Cada región es homogénea porque se ha delimitado a partir de la extensión abarcada por manifestaciones similares de la variable. Los límites indican tanto la extensión de una región como el fin de la homogeneidad que caracteriza a una región y el inicio de otra homogeneidad que caracteriza a la región vecina. Con base en la caracterización que se acaba de hacer de este tipo de regionalización, lo denominamos regionalización elaborada a través de homogeneidades o uniformidades diferenciadoras, en tanto que a las regiones correspondientes las calificamos de homogéneas o uniformes. Este tipo de regionalización se puede elaborar a partir tanto de dimensiones naturales (fisiografía, paisaje, hidrología, clima, edafología, vegetación, etcétera) como sociales (contraposición urbano-rural, etnia, lengua, religión, formas de gobierno, etcétera). Las regionalizaciones de este tipo pueden ser, lógicamente, unidimensionales o multidimensionales. En ocasiones, las diferencias que permiten distinguir regiones respecto a una sola dimensión se manifiestan por oposición (como las basadas en la hidrología, la lengua o la religión prevalecientes, las formas de gobierno, etcétera), pero en otras ocasiones la manifestación se expresa a través de un continuum, por lo que las diferencias entre regiones tienen que establecerse por gradación, lo que exige determinar los rangos (de temperatura, precipitación, producto interno bruto por habitante, analfabetismo, cobertura educativa, etcétera) a partir de los cuales se distinguirá una región de otra.
Por su parte, el segundo tipo de regionalizaciones, como se anticipó, se establece con base en una sola dimensión (por más que esta pueda analizarse a través de numerosas variables): la interacción entre colectividades humanas. En general, esta interacción se produce entre colectividades con distintas jerarquías, donde una de ellas desempeña el papel de núcleo, centro articulador, lugar central, polo de atracción o nodo en relación con las otras. Además, es frecuente que los núcleos, con sus respectivos hinterlands, estén interconectados formando redes más complejas. De acuerdo con tales ideas, podría aventurarse la siguiente definición de región: unidad espacial compuesta por colectividades articuladas en torno a una de mayor jerarquía y generalmente urbana que funciona como núcleo de una red, la cual a su vez puede estar articulada con otra red de mayor jerarquía y extensión. Por todo lo anterior tanto a este tipo de regionalizaciones como a las regiones que de ellas se derivan podría de calificárseles de nucleares, por ser los núcleos sus elementos principales, o reticulares, por dar lugar a redes constituidas en torno a tales núcleos.
 

A continuación, se reproduce textualmente una cita que describe con claridad la interrelación de las unidades de análisis propias de este tipo de regionalización, al tiempo que permite asomarse al lenguaje utilizado al respecto por algunos economistas:
Un lugar central es un asentamiento o un conglomerado de funciones económicas que es el eje de un sistema jerárquico que incluye otros asentamientos o comunidades relacionadas con él de modo permanente; esto es, un lugar central se convierte en eje de una región porque las mercancías, la gente y la información fluyen principalmente entre el centro y su poco diferenciado hinterland (zonas aledañas relacionadas). Un sistema regional complejo incluye más de un lugar central, cada uno de los cuales es un nodo para los sistemas incluidos en los diferentes niveles de todo es mentira 

### Quinta clasificación
Por la función que desempeñan, pueden distinguirse, en principio, cuatro tipos de regionalizaciones: política, administrativa, organizativa no estatal (religiosa, sindical, etc.) y académica. La regionalización política, la compuesta por territorios, es la más antigua, la más usual y, en cierto sentido, la más relevante, porque es la que condiciona más claramente la vida cotidiana de las personas. Incluso, es normal que los territorios de algunas de ellas, como los municipales, se relacionen con intensos sentimientos de pertenencia. En general, las regionalizaciones políticas, que representan una distribución espacial del poder, son predominantemente nucleares, pues el mismo hecho de que las autoridades que las caracterizan suelan residir en una localidad específica del territorio sobre el que tienen jurisdicción otorga una relevancia especial a dicha localidad, la cual, además, suele estar asociada con una mayor importancia en otros aspectos como el económico y el cultural. Esto explica que con frecuencia las localidades que fungen como sede de poderes públicos sean centros articuladores de superficies similares a las de los territorios concernidos por las decisiones vinculantes que toman.
La regionalización política se opone con cierta claridad a la académica, mientras que la administrativa, si bien responde a lógicas similares a las de las regionalizaciones políticas, en ocasiones podría considerarse como un híbrido entre las dos anteriores.
La regionalización organizativa no estatal tiene las siguientes similitudes y diferencias con la regionalización política: los dos tipos de regionalización tienen en común el hecho de componerse de unidades espaciales con autoridades específicas; la diferencia radica en la naturaleza de tales autoridades, pues en la política son las que tienen competencias ejecutivas, legislativas y/o judiciales que involucran a todos los habitantes de la unidad espacial correspondiente, en contraposición con las autoridades de las unidades espaciales de las regionalizaciones organizativas no estatales, que en general fueron creadas por ese tipo de colectividades que puede denominarse organización y que solo involucra a una porción de los habitantes de las unidades espaciales donde están asentadas (ejemplos: la regionalización religiosa solo involucra a los feligreses de la organización de la que se trate y la regionalización sindical solo incluye a los miembros de un determinado sindicato).
Las regionalizaciones administrativas tienen menor jerarquía que las políticas por tener funciones mucho más acotadas que estas y ser de carácter técnico. Además, suelen estar sujetas a más variaciones que las políticas y, como las regionalizaciones organizativas no estatales, no involucrar al conjunto de la población de sus regiones, sino a una porción de esta. Las regionalizaciones administrativas pueden dividirse, a su vez, en dos. La primera es elaborada e instrumentada por dependencias que forman parte de los poderes Ejecutivo y Judicial, tanto en el ámbito nacional como en el subnacional, para atender asuntos específicos correspondientes a tales dependencias. La tercera es elaborada por instituciones autónomas de los máximos poderes nacionales y subnacionales, como serían, en la República Mexicana, los institutos electorales. 
Por último, las regionalizaciones académicas se distinguen por tener como principal objetivo la comprensión y explicación de la realidad, lo que se manifiesta tanto en los insumos que utiliza como en su procesamiento.